# Marokkó a 2010. évi téli olimpiai játékokon

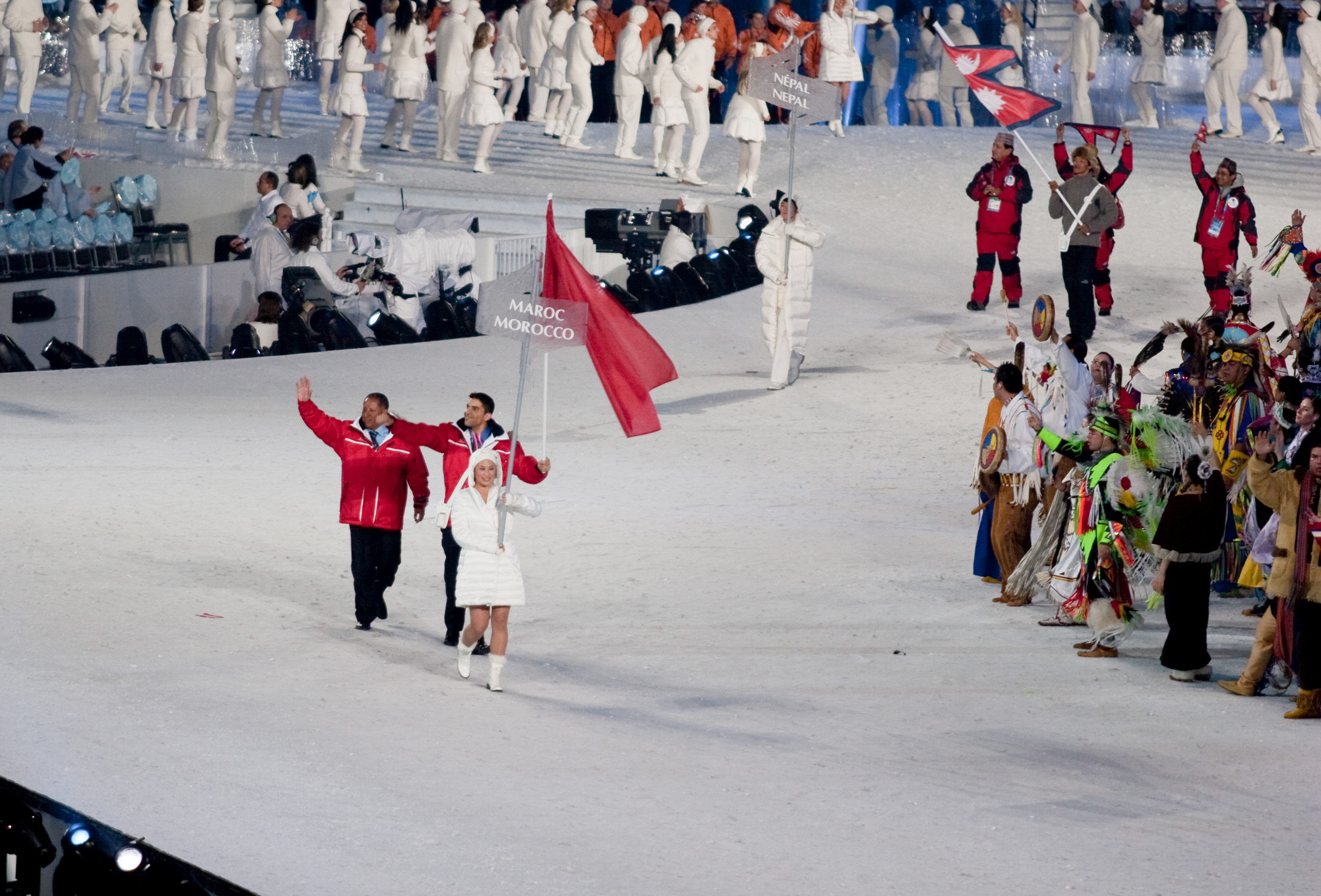
Marokkó olimpiai küldöttsége a megnyitón

Marokkó a kanadai Vancouverben megrendezett 2010. évi téli olimpiai játékok egyik részt vevő nemzete volt. Az országot az olimpián 1 sportágban 1 sportoló képviselte, aki érmet nem szerzett.

## Alpesisí
Férfi
| Versenyző       | Versenyszám      | 1. futam | 1. futam | 2. futam | 2. futam | Összesítés | Összesítés |
| Versenyző       | Versenyszám      | Idő      | Hely.    | Idő      | Hely.    | Idő        | Helyezés   |
| --------------- | ---------------- | -------- | -------- | -------- | -------- | ---------- | ---------- |
| Szamír Azzimáni | Óriás-műlesiklás | 1:32,02  | 83.      | 1:34,61  | 72.      | 3:06,63    | 74.        |
| Szamír Azzimáni | Műlesiklás       | 1:00,43  | 50.      | 1:02,00  | 44.      | 2:02,43    | 44.        |